# Megachile alboplumula
Megachile alboplumula är en biart som beskrevs av Wu 2005. Megachile alboplumula ingår i släktet tapetserarbin, och familjen buksamlarbin. Inga underarter finns listade i Catalogue of Life.